# Sydney Darts Masters 2016
De Sydney Darts Masters 2016 was de vierde, en tevens laatste editie van de Sydney Darts Masters. Het toernooi was onderdeel van de World Series of Darts. Het toernooi werd gehouden van 18 augustus tot 20 augustus 2016 in The Star, Sydney. Phil Taylor was de titelverdediger, hij won de eerste, tweede en derde editie van het toernooi al. Taylor zorgde voor een unicum door ook de vierde, en laatste editie van het toernooi te winnen, waarmee Taylor alle edities van het toernooi op zijn naam heeft. Taylor won uiteindelijk  door in de finale van Michael van Gerwen te winnen met 11-9.

## Deelnemers
Net als in elk World Series toernooi speelden ook hier 8 PDC Spelers tegen 8 darters uit het land/gebied waar het toernooi ook gehouden wordt. De deelnemers waren:
- Gary Anderson
- Michael van Gerwen
- James Wade
- Adrian Lewis
- Phil Taylor
- Dave Chisnall
- Raymond van Barneveld
- Peter Wright
- Simon Whitlock
- Kyle Anderson
- David Platt
- Corey Cadby
- Rob Szabo
- Rhys Matthewson
- Cody Harris
- Hadley Kemp